# Emma Snerle
Emma Snerle, född den 23 mars 2001, är en dansk fotbollsspelare. Hon representerar ACF Fiorentina och det danska landslaget.

## Biografi
Snerle inledde sin seniorkarriär i Fortuna Hjørring år 2017. Hon har även spelat för West Ham United innan hon 2024 kontrakterades av Fiorentina. Hon har även representerat det danska damlandslaget där hon debuterade 2019.